# Перцевский
Перцевский (ранее Перцовский) — посёлок в Болховском районе Орловской области. Входит в состав Багриновского сельского поселения.
Расположен примерно в 4 км к юго-западу от села Фатнево.

## Население
| 2010 |
| ---- |
| 11   |